# Korthus

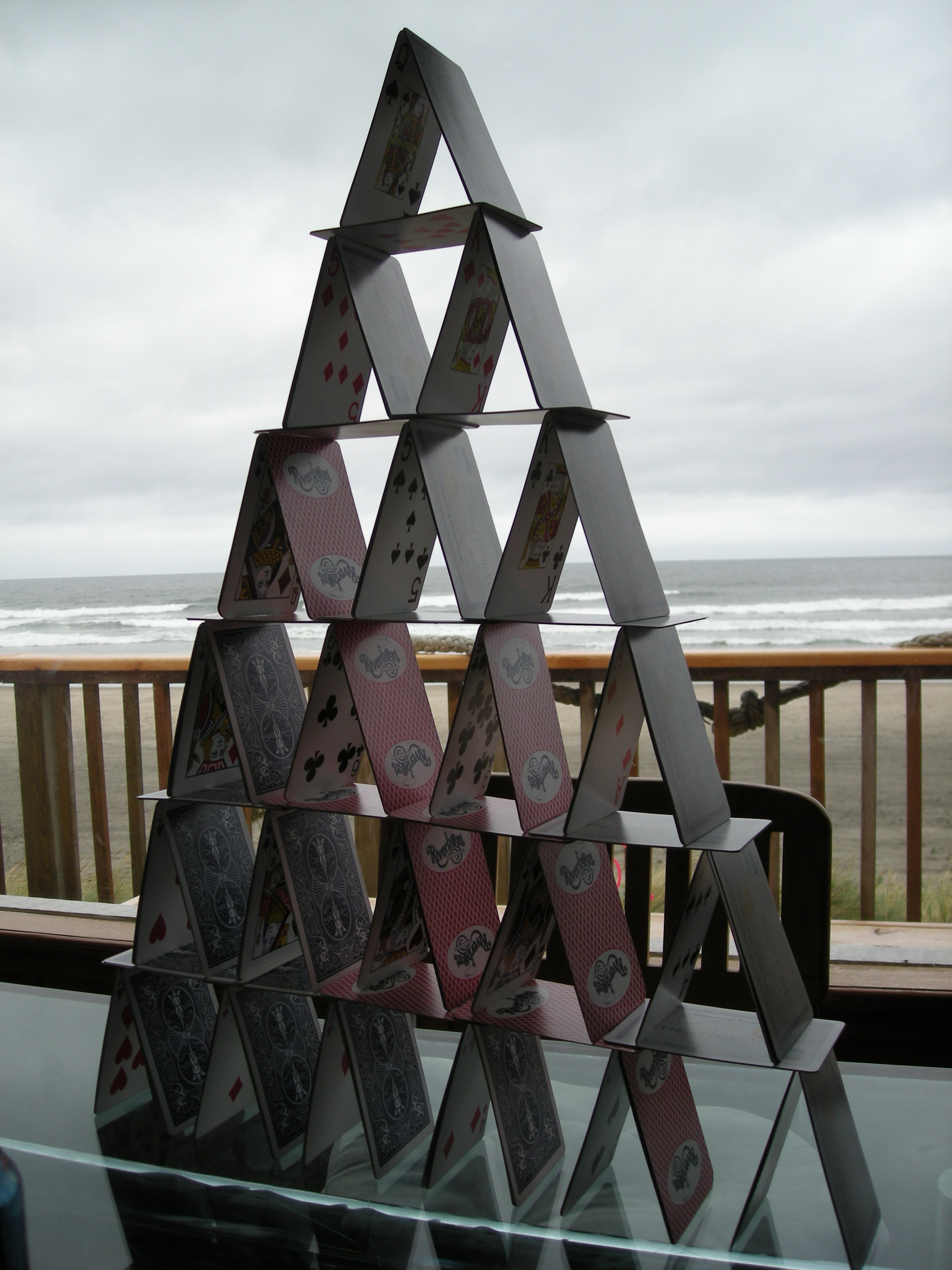
Ett korthus i klassisk konstruktion

Ett korthus är en konstruktion bestående av spelkort. Det är en konst att få det att stå upp, eftersom det lätt rasar samman. Som talesätt har korthuset fått symbolisera något instabilt, bräckligt och lättförgängligt. Ett liknande talesätt med bibliskt ursprung är att "bygga på lösan sand" i motsats till att bygga på hälleberget.

## Beskrivning
Ett korrekt byggt korthus kräver balans och friktion. Fästmedel som lim får inte användas och korten får inte vara skadade. Ju större konstruktionen är, desto större är risken att det faller. Den professionelle kortstaplaren Bryan Berg menar att ju fler kort det är i en byggnad, desto starkare blir den, eftersom basen trycks ner av vikten av korten (vilket ökar friktionen). Detta tillåter vissa kort att falla utan att hela bygget riskerar att kollapsa